# Amblyscarta trinotata
Amblyscarta trinotata är en insektsart som beskrevs av Young 1977. Amblyscarta trinotata ingår i släktet Amblyscarta och familjen dvärgstritar. Inga underarter finns listade i Catalogue of Life.